# 天草切支丹館

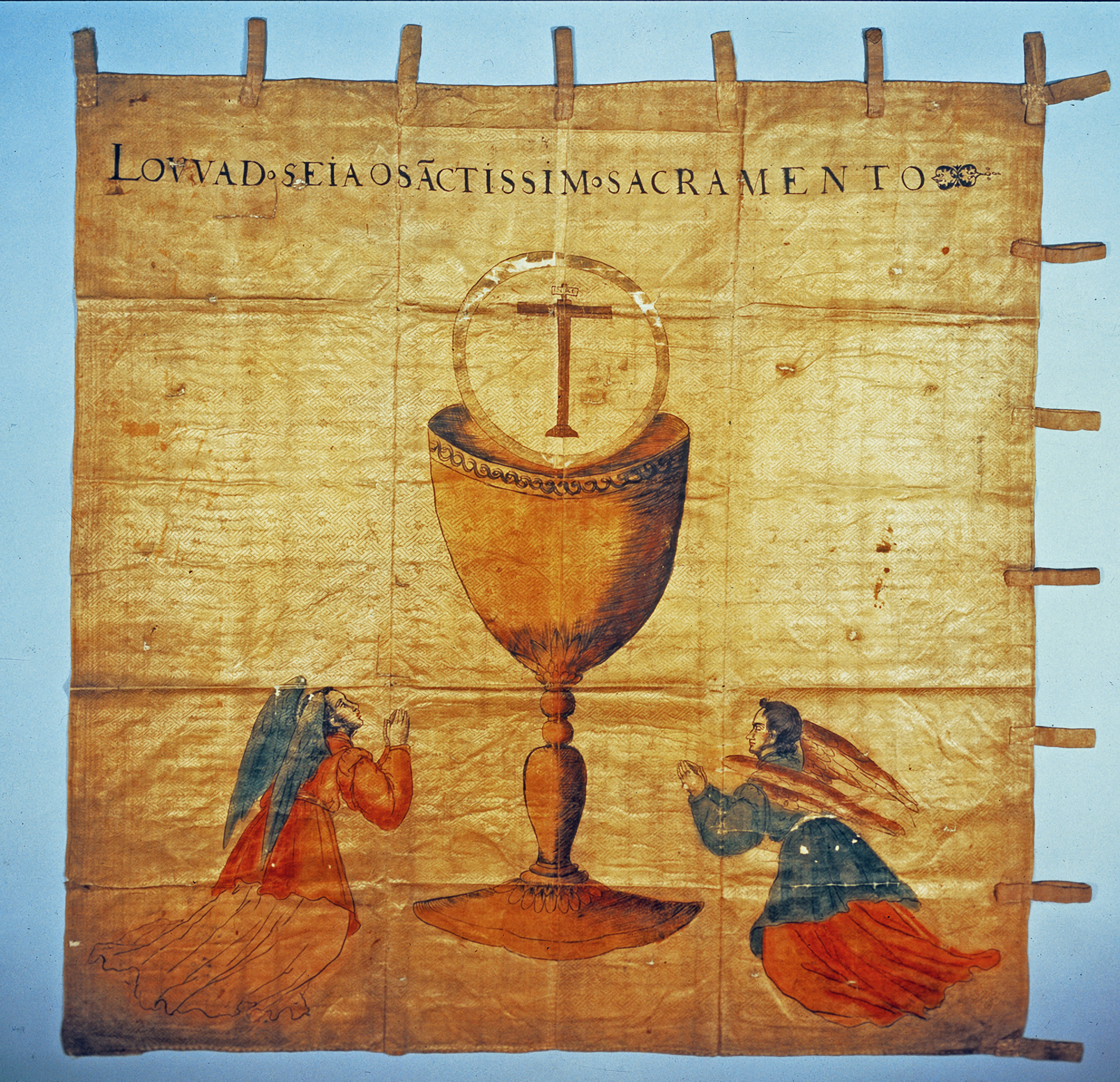
綸子地著色聖体秘蹟図指物(天草四郎陣中旗)

天草キリシタン館（あまくさキリシタンかん）は、熊本県天草市にある市立の文化施設。

## 概要
1966年（昭和41年）に開設した天草切支丹の歴史資料を展示する資料館。
キリスト教の伝来、南蛮文化、迫害、天草・島原の乱、隠れキリシタン、乱後の代官行政、というテーマで構成し、それぞれの背景や歴史を紹介している。
2010年（平成22年）7月1日に名称を「天草切支丹館」から「天草キリシタン館」に変更しリニューアルオープンした。

### 主な収蔵展示品
重要文化財（国指定）
- 天草四郎陣中旗 - 重要文化財指定の正式名称は「綸子地著色聖体秘蹟図指物」（りんずじちゃくしょくせいたいひせきずさしもの）[1]

## 所在地・利用案内
- 所在地 - 〒863-0017 天草市船之尾町19-52

- 開館：8時30分 - 17時(最終入館16時30分）※令和7年4月1日より9時 - 17時（最終入館16時30分）
- 休館日：毎週火曜日（祝日の場合は翌平日）、12月30日 ～ 1月1日 ※ 国指定重要文化財「天草四郎陣中旗」公開展示中は開館
- 一般：300円　高校生：200円　小中学生：150円　※団体割引あり

## 交通アクセス
- 熊本桜町バスターミナル・熊本駅から九州産交バスあまくさ号に乗車し「本渡バスセンター」下車。のってみゅうかーに乗り換え「船の尾」下車、徒歩9分（760m）。
- 九州自動車道松橋インターチェンジから72km。